# Agustín Mazzilli
Agustín Alejandro Mazzilli (* 20. Juni 1989 in Lanús) ist ein argentinischer Feldhockeyspieler. Als Mitglied der argentinischen Nationalmannschaft nahm er an den Olympischen Spielen 2012 in London, 2016 in Rio de Janeiro, 2021 in Tokio und 2024 in Paris teil. 

## Verein
Mazzilli begann seine Karriere in Argentinien bei Lomas Athletic Club. Sein erster Verein in Europa war der KHC Leuven in Belgien. Nach einer Saison wechselte er zu Royal Léopold, wo er drei Spielzeiten aktiv war. 2016 wechselte er für zwei Jahre zum HC Oranje-Rood in die Niederlande. Im Jahr 2018 unterschrieb er einen Vertrag bei Pinoké in Amstelveen.

## Nationalmannschaft
Im Jahr 2010 gewann er bei den südamerikanischen Meisterschaften in Rio de Janeiro ebenso wie bei den Panamerikanischen Spielen 2011 die Goldmedaille. Er nahm 2012 an den Olympischen Spielen 2012 in London. Im Jahr 2013 gewann er den Panamerikanischen Cup in Brampton und die südamerikanischen Meisterschaften in Santiago de Chile. Bei der Weltmeisterschaft 2014 sicherte er sich die Bronzemedaille. Bei den Panamerikanischen Spielen 2015 in Toronto gewann er mit der Mannschaft erneut Gold. Mazzilli war Mitglied der argentinischen Mannschaft bei den Olympischen Spielen 2016 in Rio de Janeiro, mit der er Olympiasieger wurde. Bei der Hockey Word League gewann er 2016–17 ein weiteres Gold. 2017 war er Mitglied der siegreichen Mannschaft beim Panamerikanischen Cup in Lancaster (Pennsylvania). Im Juli 2019 gewann er bei den Panamerikanischen Spielen im Finale gegen Kanada zum dritten Mal in Folge den Titel. Bei den Olympischen Spielen in Tokio schied die argentinische Mannschaft im Viertelfinale mit 1:3 gegen die Deutschen aus. 2024 in Paris scheiterte das Team erneut im Viertelfinale an Deutschland (2:3).